# Miriam Richards
Miriam Richards, född 12 april 1911 i New Barnet, Hertfordshire, England, död 20 november 1989, var en engelsk psalmförfattare och officer i Frälsningsarmén. Hon har arbetat vid FA:s internationella krigsskola (officersskola) och internationlla högkvarter i London samt i det sociala arbetet. Hon finns representerad i Frälsningsarméns sångbok 1990 (FA).

## Sånger
- Världen är fylld av hjärtan som förblöder! (FA nr 674) skriven 1938